# Protéinose alvéolaire pulmonaire
 Mise en garde médicale
La protéinose alvéolaire pulmonaire est une maladie rare consistant en l'accumulation de lipoprotéines dans les alvéole pulmonaires.

## Causes
La protéinose alvéolaire pulmonaire peut être congénitale, secondaire à une mutation de gènes codant des surfactants. Elle peut être aussi secondaire à certains cancers, infections ou toxiques. Dans neuf cas sur dix, elle est d'origine auto-immune (anticorps anti GM-CSF pour « granulocyte/macrophage-colony stimulating factor »). Certaines formes, dites idiopathiques, n'ont aucune cause retrouvée.
L'inhibition des GM-CSF, nécessaire pour le catabolisme du surfactant,  entraîne une accumulation de ce dernier au niveau des alvéoles pulmonaires, causant la maladie.

## Symptômes
Elle se manifeste par une dyspnée, une fatigue.

## Diagnostic
Le scanner montre des images non spécifique de pneumopathie interstitielle.
La recherche d'anticorps anti GM-CSF est positive dans neuf cas sur dix.

## Traitement
Le lavage pulmonaire permet d'évacuer le surfactant des alvéoles. Il se réalise sous anesthésie générale avec isolation d'un arbre bronchique par un ballon, permettant de laver un poumon en laissant l'autre respirer. Il est fait avec du sérum physiologique jusqu'à ce que le liquide de lavage revienne clair. Il permet d'améliorer les symptômes sur au moins plusieurs mois.
L'inhalation de GM-CSF constitue une piste thérapeutique mais son bénéfice s'avère modéré, sans bénéfice clinique démontré. Le molgramostim améliore toutefois les symptômes.
Il existe une forme très rare souvent diagnostiquée sur l’île de la Réunion. Et quelques rares cas dans le monde. Il s’agit d’une mutation du mars 1. Mais cette forme a maintenant un traitement avec la methionine en capsules et une diète hyperprotéinée. Ce qui améliore les pronostics et la qualité de vie des gens atteints.
Dans les rares formes héréditaires, une transplantation pulmonaire peut être proposée.